# 劳斯莱斯遄达900
劳斯莱斯遄达900（Rolls-Royce Trent 900）是一个民航機用涡轮风扇发动机系列。它衍生自劳斯莱斯RB211，是遄达发动机家族的一员，應用於空中巴士A380上。

## 设计和发展
1990年代初，空客决定发展A3XX用来取代波音747的大型客机，即后来的A380。在1996年，这一设计定型。于是劳斯莱斯宣布它将设计与之配套的遄达900发动机。在2000年10月，新加坡航空订购了10架安装遄达900的A380。澳洲航空紧随其后，在2001年2月订购了20架。
劳斯莱斯在遄达900项目上有7个分包商：制造低压压气机的西班牙涡轮发动机工业公司、制造发动机电子控制系统的汉胜公司、制造变速箱的埃威尔公司、提供发动机附件的丸红株式会社、制造中压压气机外壳的沃尔沃航空公司、制造风扇外壳和传感器的古德里奇公司以及制造气动系统的霍尼韦尔公司。另外，三星泰科公司、川崎重工业株式会社和石川岛播磨重工业株式会社也是其合作伙伴。
遄达900于2004年5月17日在一架A340-400上进行了首飞，在当年10月29日取得得了EASA的适航证，并在2006年12月4日取得了FAA的适航证。 劳斯莱斯在2007年10月宣布，在因为A380延误而终止了12个月的遄达900项目重新启动。
在2007年9月37日，英国航空 宣布其12架A380订单选择遄达900发动机，帮助遄达900在A380发动机市场中占有了52%的份额（资料截至2009年2月末）。
遄达900系列为空客A380提供动力. 它为A380提供四个推力等级, 70,000 lbf（310 kN）、72,000 lbf（320 kN），还有暂未使用的76,500 lbf（340 kN）和80,000 lbf（360 kN）. 它使用了相当多的在研发8104时发明的技术，包括直径2.95米（116英寸），可以使发动机在同等大小下提供更大推力，并且比普通宽弦风扇轻15%的后掠风扇。它还是遄达发动机家族中第一个使用对转涡轮技术，并使用可靠性高遄达500核心机。它是A380的发动机中唯一可以使用747全货机运输的。
尽管遄达家族的大部分成员使用古德里奇公司的FADEC，然而遄达900却使用了联合技术公司旗下汉胜公司的产品。联合技术公司是普惠的母公司，而普惠和GE合资生产了A380的另一款发动机——GP7000。这种竞争对手之间的合作在航空器制造业非常常见，因为这样一来可以分担风险，二来会增多制造国，而这有时是航空公司选择发动机和飞机的一个重要因素。
遄达900还是遄达系列发动机中第一个装有基于QUICK Technology的发动机健康监视(EHM)系统的型號。

### 在中國的發展
2016年，中國商用飛機與俄羅斯聯合航空製造公司合作，開展CR929廣體客機項目。由於中、俄兩國製造高涵道比發動機的技術仍未成熟，因此邀請了勞斯萊斯、普惠公司和通用電氣航空，就CR929的發動機選項提交方案。到第二輪競標時，只有勞斯萊斯和通用電氣入圍。
勞斯萊斯原先只打算以上一代的遄达700作為競標方案，但由於競爭力不大，故後來改為提供燃油效益更好的遄达7000，並願意與中國航空發動機集團合作在中國設立第二條生產線。及後，俄方宣佈延遲交付，勞斯萊斯決定再將CR929的競標方案升級，願意向中方提供推力更強的遄达900，以確保飛機可以如期交付。

## 衍生型号

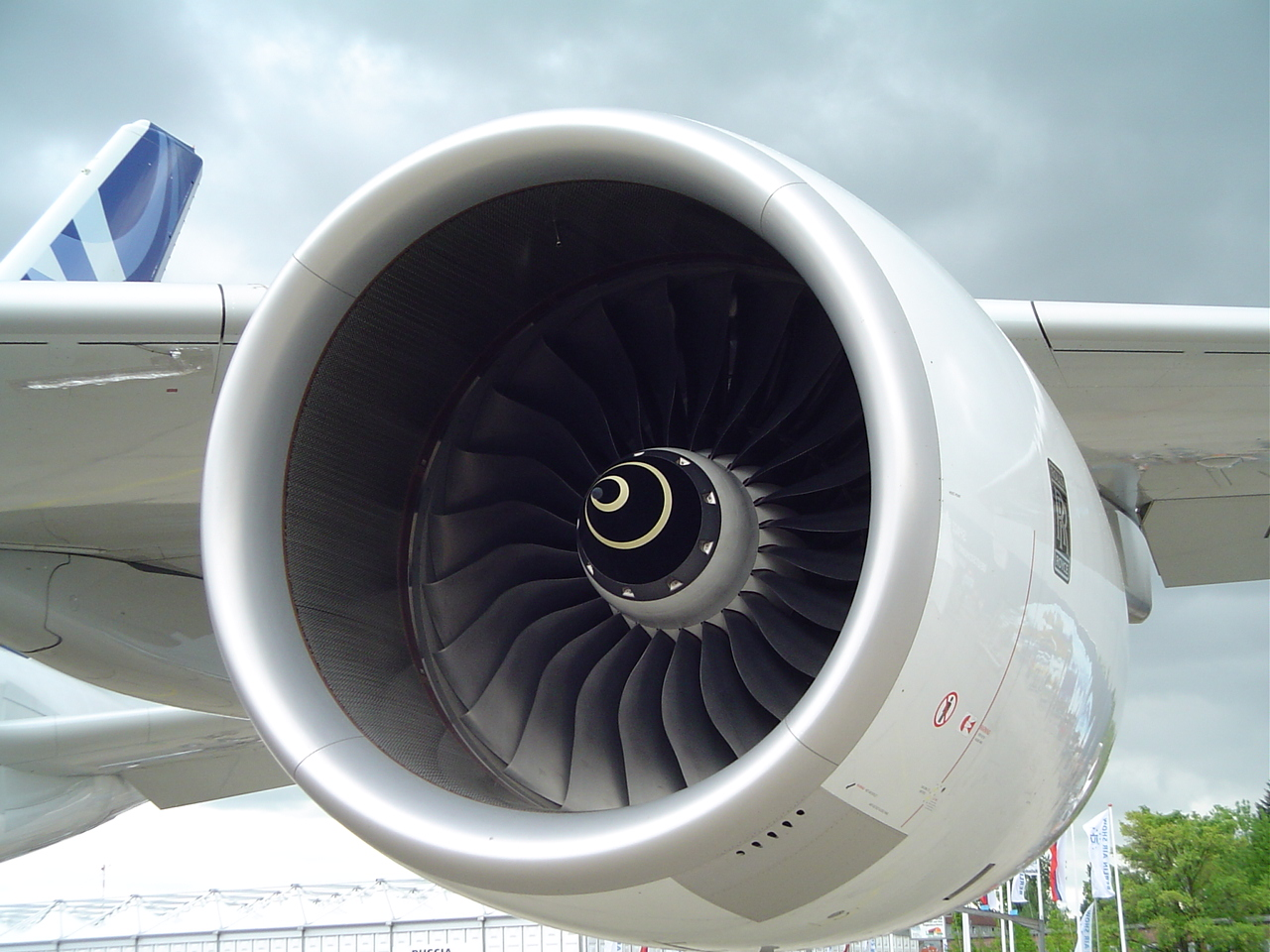
安装在A380原型机上的遄达900

- Trent 970：推力70,000 lbf（310 kN） ，安装在A380-841上，客户有新加坡航空、全日本空輸、汉莎航空和中国南方航空
- Trent 972：推力72,000 lbf（320 kN），是970的大推力版，安装在A380-842上，客户有澳洲航空以及阿聯酋航空（2016年以後生產之A380）。
- Trent 977：推力76,500 lbf（340 kN），安装在A380-843F上。
- Trent 980：推力80,000 lbf（360 kN），安装在A380-941上。[9]

后两种A380未制造。

## 严重事故
在2009年9月28日，新加坡航空SQ333航班的遄达970发动机空中故障停车。这架注册号为9V-SKJ的A380-841发动机故障原因仍然未知。
在2010年11月4日，澳洲航空QF32航班上的二号遄达972发动机发生爆炸（非包容型发动机故障）。这架注册号为VH-OQA的A380-842最后安全返航新加坡樟宜机场。澳洲航空把它的6架A380停飞了三个多星期，因为事故有待调查。并且要求更换16台发动机以找出潜在的问题。 VH-OQA的维修估计耗资1.39亿A$，包括更换四台新发动机、维修左翼，以及大量的地面和飞行测验。在2012年4月28日重新投入运营
在2010年11月10日, 欧洲航空安全局（EASA）颁发一部紧急适航指令，要求使用遄达900系列发动机的航空公司对其进行一系列频繁而严格的测试，包括地面慢车，第一级低压涡轮和涡轮罩的漏气检查，以及中高压系统结构空气缓冲腔和滑油管的检查。a然而，在当月22日，EASA以调查尚未完成为由却要求暂不执行部分条款，包括地面慢车检查和低压涡轮的检查。
劳斯莱斯的调查报告认为事故的原因是涡轮区滑油的着火引起中压涡轮盘的脱落。而且这种问题仅限于一部分的遄达900。
空客确定了中压涡轮盘分成3块不同的高能碎片，这些碎片的溢出导致一些系统和结构上的损害。空客还得出一个调查结论，3片中的2片破坏了独立的配线，导致1号发动机在降落后也无法关闭。当月18日，空客宣布它可能会寻求劳斯莱斯对在澳航事件后造成的发动机重新分配所造成损失的补偿。
在当年12月3日发布的，对于QF32航班发动机故障的班初步调查报告中，澳大利亚运输安全局大致叙述了已经采取的行动，包括发出了一个解决遄达900潜在问题的安全建议。 安全建议设计到一个可能影响安全的制造上的问题：一些高压滑油管的埋头直孔没有对齐。这可能导致油管疲劳开裂、滑油渗漏、滑油起火，以及发动机故障。
澳航称，按照劳斯莱斯公司在发动机故障之后建议的推力限制严重减少了有效载荷，使得其运营的航线无利可图。

## 規格參數

### 概况
- 类型： 三转子高涵道比（8.5-8.7）涡轮风扇发动机
- 长度： 4.55米（179英寸）
- 直径： 2.94米（116英寸） fan tip
- 淨重： 6,271（13,825磅）

### 组件
- 压缩机： 7级中压压气机，6级高压压气机
- 涡轮： 单级高压涡轮，单级中压涡轮，5级低压涡轮

### 性能
- 最大功率：
- 总压比： 37-39
- 推重比： 4.93-5.63 (发动机重14,190磅（6,440）推力为70,000 lbf（310 kN）-80,000 lbf（360 kN）)